# Liste der Baudenkmäler in Wetter (Ruhr)

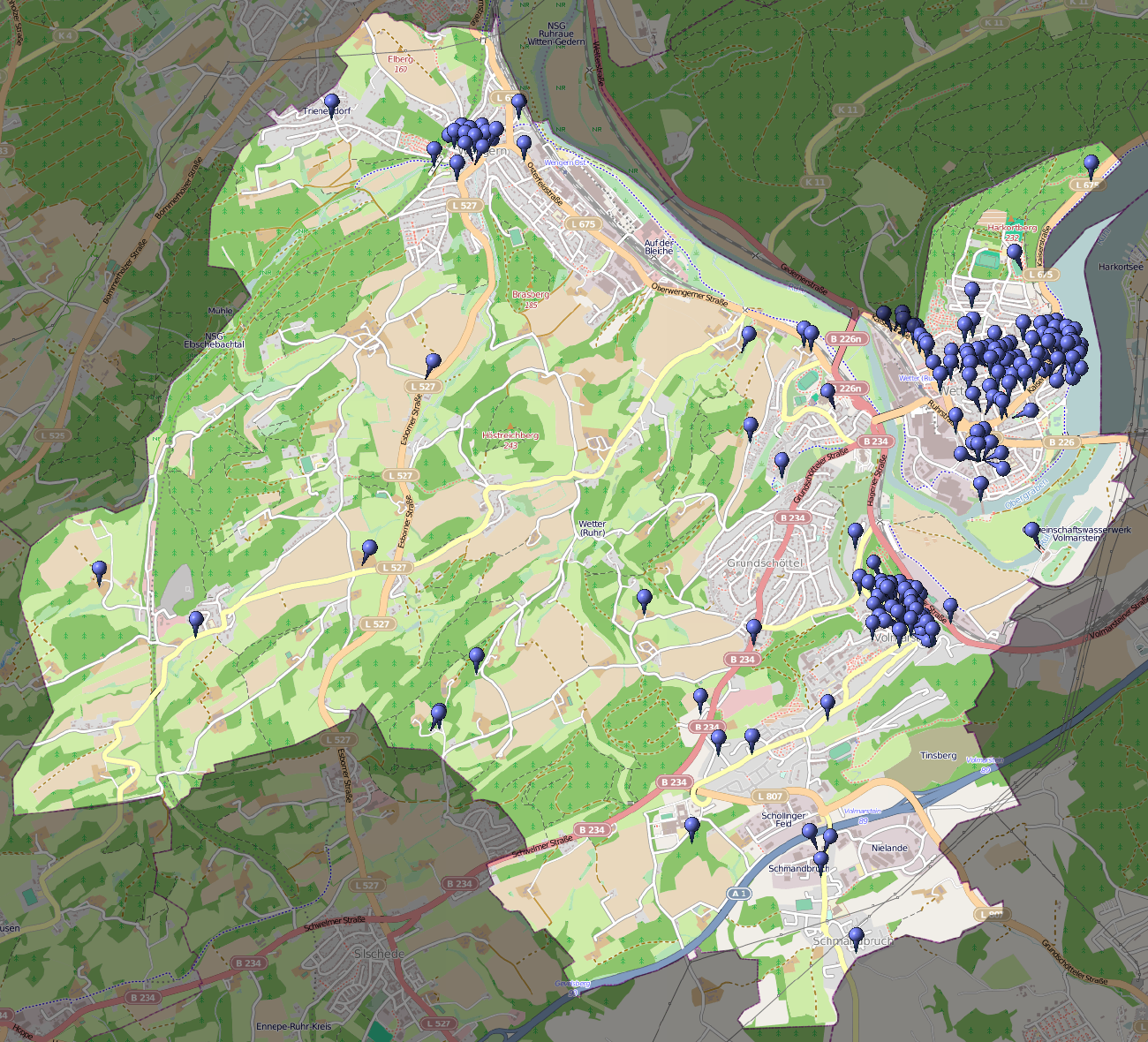
Lagekarte aller Baudenkmäler in Wetter: Deutlich zu erkennen ist die Häufung in den drei Siedlungskernen Alt-Wetter, Volmarstein und Wengern.

Die Liste der Baudenkmäler in Wetter (Ruhr) enthält die denkmalgeschützten Bauwerke auf dem Gebiet der Stadt Wetter (Ruhr) im Ennepe-Ruhr-Kreis in Nordrhein-Westfalen (Stand: Februar 2017). Diese Baudenkmäler sind in der Denkmalliste der Stadt Wetter (Ruhr) eingetragen; Grundlage für die Aufnahme ist das Denkmalschutzgesetz Nordrhein-Westfalen (DSchG NRW).

## Baudenkmäler
In der Stadt Wetter (Ruhr) gibt es insgesamt 171 Baudenkmäler. Drei Baudenkmäler (Nr. 130, 154 und 155) wurden wieder aus der Denkmalliste gestrichen.
Die Liste umfasst, falls vorhanden, eine Fotografie des Denkmals, den Namen bzw. kursiv den Gebäudetyp, die Adresse, das Datum der Eintragung in die Denkmalliste sowie die Listennummer der unteren Denkmalbehörde. Der Name entspricht dabei der Bezeichnung durch die Stadt Wetter (Ruhr). Abkürzungen wurden zum besseren Verständnis aufgelöst, die Typografie an die in der Wikipedia übliche angepasst und Tippfehler korrigiert. Hinzu kommen kurze Beschreibungen und Angaben zur Bauzeit. Die hier aufgeführte Liste gibt die Denkmalliste vom 3. Februar 2011 mit Ergänzungen wieder.
| Bild                        | Bezeichnung                                                      | Lage | Beschreibung | Bauzeit                          | Eingetragen seit   | Denkmal- nummer |
| --------------------------- | ---------------------------------------------------------------- | --- | --- | -------------------------------- | ------------------ | --------------- |
| weitere Bilder              | katholische Kirche (St. Peter und Paul)                          | Alt-Wetter Am Kirchberg 11 Karte | Kirchengebäude |                                  | 14. Dezember 1984  | 1               |
| weitere Bilder              | evangelische Kirche (Lutherkirche)                               | Alt-Wetter Bismarckstraße 46 Karte | Kirchengebäude aus Ruhrsandstein, Historismus mit neugotischen Stilelementen und Jugendstileinflüssen, gebaut nach Entwurf des Dortmunder Architekten Ernst Marx (1858–1910) unter Pfarrer Eduard Goecker, 60 m hoher Turm | 1905–1906                        | 9. Januar 1985     | 2               |
| weitere Bilder              | Fachwerkhaus                                                     | Alt-Wetter Burgstraße 12 Karte | | 17.–18. Jh.                      | 20. Dezember 1984  | 3               |
| Wohngebäude                 | Wohngebäude                                                      | Alt-Wetter Burgstraße 14 Karte | | 1511                             | 20. Dezember 1984  | 4               |
| weitere Bilder              | evangelisch-reformierte Kirche                                   | Alt-Wetter Burgstraße 15 Karte | Kirchengebäude aus Ruhrsandstein, Architekt Johannes Otzen | 1894                             | 9. Januar 1985     | 5 Wikidata      |
| weitere Bilder              | Wohngebäude (Harkorthaus)                                        | Alt-Wetter Burgstraße 17 Karte | schieferverkleidetes Fachwerkhaus mit Bruchsteinsockel, Einfriedung mit Bruchsteinmauer, zeitweise als Archiv und Schule genutzt | um 1700                          | 20. Dezember 1985  | 6               |
| weitere Bilder              | Wohngebäude                                                      | Alt-Wetter Burgstraße 26 Karte | ehemaliger Burgmannenhof, genannt „Prinz’sches Haus“ oder „Waterporte“, massives Bruchsteingebäude mit Durchgang von der Burgstraße zum Bollwerk | 16. Jh.                          | 4. Januar 1985     | 7               |
| weitere Bilder              | Wohngebäude                                                      | Alt-Wetter Freiheit 4 Karte | Fachwerkhaus mit Vorbau, Teil des „Fünf-Giebel-Ecks“ | 1644/1655                        | 14. Dezember 1984  | 8               |
| weitere Bilder              | Fachwerkhaus                                                     | Alt-Wetter Freiheit 5 Karte | teilweise mit Schiefer verkleidet |                                  | 4. Januar 1985     | 9               |
| weitere Bilder              | Fachwerkhaus                                                     | Alt-Wetter Freiheit 6 Karte | Teil des „Fünf-Giebel-Ecks“ | 17. Jh.                          | 4. Januar 1985     | 10              |
| weitere Bilder              | Fachwerkhaus                                                     | Alt-Wetter Freiheit 7 Karte | |                                  | 14. Dezember 1984  | 11              |
| weitere Bilder              | Fachwerkhaus                                                     | Alt-Wetter Freiheit 9 Karte | teilweise mit Schiefer verkleidet | 1890                             | 4. Januar 1985     | 12              |
| weitere Bilder              | Fachwerkhaus                                                     | Alt-Wetter Freiheit 11 Karte | |                                  | 10. Januar 1985    | 13              |
| weitere Bilder              | Fachwerkhaus                                                     | Alt-Wetter Freiheit 13 Karte | |                                  | 20. Dezember 1984  | 14              |
| Wohngebäude                 | Wohngebäude                                                      | Alt-Wetter Freiheit 15 Karte | | 1663                             | 11. Januar 1985    | 15              |
| Wohngebäude                 | Wohngebäude                                                      | Alt-Wetter Freiheit 17 Karte | |                                  | 14. Dezember 1985  | 16              |
| weitere Bilder              | Fachwerkhaus                                                     | Alt-Wetter Freiheit 19 Karte | |                                  | 14. Dezember 1984  | 17              |
| weitere Bilder              | Fachwerkhaus                                                     | Alt-Wetter Freiheit 21 Karte | Wohnhaus, 2007 für vorbildlichen Umbau unter Bewahrung historischer Elemente prämiert | 1667                             | 20. Dezember 1984  | 18              |
| weitere Bilder              | Krankenhaus                                                      | Alt-Wetter Gartenstraße 35 Karte | ehemaliges städtisches Krankenhaus, umgenutzt (Senioren-Wohnen) |                                  | 11. Januar 1985    | 19              |
| weitere Bilder              | Harkortturm                                                      | Alt-Wetter Harkortweg / Harkortberg Karte | 35 m hoher Aussichtsturm, zur Erinnerung an Friedrich Harkort, erbaut nach einem Wettbewerbsentwurf der Architekten Otto van Els und Bruno Schmitz | 1884                             | 20. Dezember 1984  | 20              |
| weitere Bilder              | Amtsgericht (Amtsgericht Wetter (Ruhr))                          | Alt-Wetter Gustav-Vorsteher-Straße 1/Kaiserstraße 124 Karte                                                                                              | Gerichtsgebäude im neobarocken Stil mit Gefängnis und Dienstwohnhaus | 1912–1913                        | 27. Mai 1994       | 21              |
| weitere Bilder              | Wohngebäude                                                      | Alt-Wetter Harkortstraße 23 Karte | |                                  | 14. Dezember 1984  | 22              |
| weitere Bilder              | Pfarrhaus                                                        | Alt-Wetter Im Kirchspiel 4 Karte | Pfarrhaus der evangelisch-reformierte Kirchengemeinde, massives Bruchsteinhaus mit Treppengiebeln, gebaut nach Entwürfen der Hamburger Architekten Zauleck und Hormann | 1925                             | 7. Februar 1985    | 23              |
| weitere Bilder              | Burgruine (Burg Wetter)                                          | Alt-Wetter Im Kirchspiel 6 Karte | Ruinen der ehemaligen Burg Wetter; Neben dem Bergfried (Denkmal-Nr. 25) sind Reste des Pallas und einige Terrassierungsmauern im Gelände erhalten. | 13. Jh.                          | 20. Dezember 1984  | 24              |
| weitere Bilder              | Burgturm (Burg Wetter)                                           | Alt-Wetter Im Kirchspiel 16 Karte | Ruine des Bergfrieds der ehemaligen Burg Wetter, heute noch rund 26,5 m hoch | 13. Jh.                          | 7. Februar 1985    | 25              |
| weitere Bilder              | Jugendzentrum (Villa Bönnhoff)                                   | Alt-Wetter Kaiserstraße 51 Karte | gründerzeitliche zweieinhalbgeschossige Unternehmervilla aus Ruhrsandstein im Stil des Historismus, Architekt Rudolf Plies, Nutzung als Jugendzentrum 1974/1976–2007, heute Wohnhaus und „Café Bonheur“ | 1901–1902                        | 20. Dezember 1984  | 26              |
| weitere Bilder              | Villa                                                            | Alt-Wetter Kaiserstraße 130 Karte | im Stil des Historismus z. T. mit Jugendstilelementen errichtetes Bürgerhaus, seit 1967 im Besitz der ev.-freikirchlichen Gemeinde (Baptisten), mit modernem Anbau versehen und als Gemeindehaus genutzt | um 1922                          | 14. Dezember 1984  | 27              |
| weitere Bilder              | Bürgerhaus (Villa Vorsteher)                                     | Alt-Wetter Kaiserstraße 132 Karte | Unternehmervilla nach Vorbild der norddeutschen Renaissance, Architekt Gustav Werner, Nutzung als städtisches Bürgerhaus mit öffentlichem Park | 1890er                           | 13. Februar 1985   | 28              |
| Wohngebäude                 | Wohngebäude                                                      | Alt-Wetter Kaiserstraße 132a Karte | genannt „Kutscherhaus“ | 1897                             | 20. Dezember 1984  | 29              |
| Wohngebäude (Villa Pegau)   | Wohngebäude (Villa Pegau)                                        | Alt-Wetter Kaiserstraße 151 Karte | Villa Pegau, heute „Villa Vera“, nach 1945 zeitweise Offizierskasino der REME |                                  | 25. September 1991 | 30              |
| weitere Bilder              | Rathaus                                                          | Alt-Wetter Kaiserstraße 170 Karte | Neorenaissance, Fassaden in Ruhrsandstein, Architekt Gustav Werner | 1907–1909                        | 20. Dezember 1984  | 31              |
| Fachwerkhaus                | Fachwerkhaus                                                     | Alt-Wetter Kaiserstraße 197 Karte | |                                  | 20. Dezember 1984  | 32              |
| weitere Bilder              | Wohngebäude (Philippshöhe)                                       | Alt-Wetter Königstraße 27 Karte | anderthalbgeschossiger, teilverschieferter Fachwerkbau; Arbeiterschlichthaus; Teil der ersten geschlossenen Arbeitersiedlung Alt-Wetters, einer einzeiligen Häusergruppe, die vor Ort auch „12 Apostel“ genannt wird, obwohl es 13 Gebäude sind; Baumeister war Philipp Nehm                                                   | 1870er                           | 14. Dezember 1984  | 33              |
| weitere Bilder              | Wohngebäude (Philippshöhe)                                       | Alt-Wetter Königstraße 29 Karte | anderthalbgeschossiger, teilverschieferter Fachwerkbau; Arbeiterschlichthaus; Teil der ersten geschlossenen Arbeitersiedlung Alt-Wetters, einer einzeiligen Häusergruppe, die vor Ort auch „12 Apostel“ genannt wird, obwohl es 13 Gebäude sind; Baumeister war Philipp Nehm                                                   | 1870er                           | 13. Februar 1985   | 34              |
| weitere Bilder              | Wohngebäude (Philippshöhe)                                       | Alt-Wetter Königstraße 31 Karte | anderthalbgeschossiger, teilverschieferter Fachwerkbau; Arbeiterschlichthaus; Teil der ersten geschlossenen Arbeitersiedlung Alt-Wetters, einer einzeiligen Häusergruppe, die vor Ort auch „12 Apostel“ genannt wird, obwohl es 13 Gebäude sind; Baumeister war Philipp Nehm                                                   | 1870er                           | 13. Februar 1985   | 35              |
| weitere Bilder              | Wohngebäude (Philippshöhe)                                       | Alt-Wetter Königstraße 33 Karte | anderthalbgeschossiger, teilverschieferter Fachwerkbau; Arbeiterschlichthaus; Teil der ersten geschlossenen Arbeitersiedlung Alt-Wetters, einer einzeiligen Häusergruppe, die vor Ort auch „12 Apostel“ genannt wird, obwohl es 13 Gebäude sind; Baumeister war Philipp Nehm                                                   | 1870er                           | 13. Februar 1985   | 36              |
| weitere Bilder              | Wohngebäude (Philippshöhe)                                       | Alt-Wetter Königstraße 35 Karte | anderthalbgeschossiger, teilverschieferter Fachwerkbau; Arbeiterschlichthaus; Teil der ersten geschlossenen Arbeitersiedlung Alt-Wetters, einer einzeiligen Häusergruppe, die vor Ort auch „12 Apostel“ genannt wird, obwohl es 13 Gebäude sind; Baumeister war Philipp Nehm                                                   | 1870er                           | 13. Februar 1985   | 37              |
| weitere Bilder              | Wohngebäude (Philippshöhe)                                       | Alt-Wetter Königstraße 37 Karte | anderthalbgeschossiger, teilverschieferter Fachwerkbau; Arbeiterschlichthaus; Teil der ersten geschlossenen Arbeitersiedlung Alt-Wetters, einer einzeiligen Häusergruppe, die vor Ort auch „12 Apostel“ genannt wird, obwohl es 13 Gebäude sind; Baumeister war Philipp Nehm                                                   | 1870er                           | 20. Dezember 1984  | 38              |
| weitere Bilder              | Wohngebäude (Philippshöhe)                                       | Alt-Wetter Königstraße 39 Karte | anderthalbgeschossiger, teilverschieferter Fachwerkbau; Arbeiterschlichthaus; Teil der ersten geschlossenen Arbeitersiedlung Alt-Wetters, einer einzeiligen Häusergruppe, die vor Ort auch „12 Apostel“ genannt wird, obwohl es 13 Gebäude sind; Baumeister war Philipp Nehm                                                   | 1870er                           | 13. Februar 1985   | 39              |
| weitere Bilder              | Wohngebäude (Philippshöhe)                                       | Alt-Wetter Königstraße 41 Karte | anderthalbgeschossiger, teilverschieferter Fachwerkbau; Arbeiterschlichthaus; Teil der ersten geschlossenen Arbeitersiedlung Alt-Wetters, einer einzeiligen Häusergruppe, die vor Ort auch „12 Apostel“ genannt wird, obwohl es 13 Gebäude sind; Baumeister war Philipp Nehm                                                   | 1870er                           | 13. Februar 1985   | 40              |
| Wohngebäude (Philippshöhe)  | Wohngebäude (Philippshöhe)                                       | Alt-Wetter Königstraße 43 Karte | anderthalbgeschossiger, teilverschieferter Fachwerkbau; Arbeiterschlichthaus; Teil der ersten geschlossenen Arbeitersiedlung Alt-Wetters, einer einzeiligen Häusergruppe, die vor Ort auch „12 Apostel“ genannt wird, obwohl es 13 Gebäude sind; Baumeister war Philipp Nehm                                                   | 1870er                           | 14. Dezember 1984  | 41              |
| Wohngebäude (Philippshöhe)  | Wohngebäude (Philippshöhe)                                       | Alt-Wetter Königstraße 45 Karte | anderthalbgeschossiger, teilverschieferter Fachwerkbau; Arbeiterschlichthaus; Teil der ersten geschlossenen Arbeitersiedlung Alt-Wetters, einer einzeiligen Häusergruppe, die vor Ort auch „12 Apostel“ genannt wird, obwohl es 13 Gebäude sind; Baumeister war Philipp Nehm                                                   | 1870er                           | 14. Dezember 1984  | 42              |
| Wohngebäude (Philippshöhe)  | Wohngebäude (Philippshöhe)                                       | Alt-Wetter Königstraße 47 Karte | anderthalbgeschossiger, teilverschieferter Fachwerkbau; Arbeiterschlichthaus; Teil der ersten geschlossenen Arbeitersiedlung Alt-Wetters, einer einzeiligen Häusergruppe, die vor Ort auch „12 Apostel“ genannt wird, obwohl es 13 Gebäude sind; Baumeister war Philipp Nehm                                                   | 1870er                           | 14. Dezember 1984  | 43              |
| Wohngebäude (Philippshöhe)  | Wohngebäude (Philippshöhe)                                       | Alt-Wetter Königstraße 49 Karte | anderthalbgeschossiger, teilverschieferter Fachwerkbau; Arbeiterschlichthaus; Teil der ersten geschlossenen Arbeitersiedlung Alt-Wetters, einer einzeiligen Häusergruppe, die vor Ort auch „12 Apostel“ genannt wird, obwohl es 13 Gebäude sind; Baumeister war Philipp Nehm                                                   | 1870er                           | 13. Februar 1985   | 44              |
| weitere Bilder              | Wohngebäude (Philippshöhe)                                       | Alt-Wetter Königstraße 51 Karte | anderthalbgeschossiger, teilverschieferter Fachwerkbau; Arbeiterschlichthaus; Teil der ersten geschlossenen Arbeitersiedlung Alt-Wetters, einer einzeiligen Häusergruppe, die vor Ort auch „12 Apostel“ genannt wird, obwohl es 13 Gebäude sind; Baumeister war Philipp Nehm                                                   | 1870er                           | 13. Februar 1985   | 45              |
| Wohngebäude                 | Wohngebäude                                                      | Alt-Wetter Theodor-Heuss-Straße 16 Karte | |                                  | 7. Februar 1985    | 46              |
| weitere Bilder              | Wohngebäude                                                      | Volmarstein Altarhof 8 Karte | ursprünglich als Pastorat erbautes und seit 1824 privat genutztes Fachwerkhaus mit Bruchsteinsockel (verputzt) | 1806                             | 5. Februar 1985    | 47              |
| Fachwerkhaus                | Fachwerkhaus                                                     | Volmarstein Am Vorberg 2 Karte | genannt „In der Ley“ |                                  | 7. Februar 1985    | 48              |
| weitere Bilder              | Wohngebäude                                                      | Volmarstein Am Vorberg 3 Karte | Fachwerkhaus |                                  | 14. Dezember 1984  | 49              |
| Wohngebäude                 | Wohngebäude                                                      | Volmarstein Am Vorberg 5 Karte | Haus erstmals 1757 urkundlich erwähnt, Fachwerk an Giebelseite erhalten, Front verputzt |                                  | 8. Februar 1985    | 50              |
| weitere Bilder              | Burgruine der Burg Volmarstein                                   | Volmarstein Am Vorberg 25 Karte | | ab 1100                          | 14. Dezember 1984  | 51              |
| Fachwerkhaus                | Fachwerkhaus                                                     | Volmarstein Bachstraße 13 Karte | |                                  | 13. Februar 1985   | 52              |
| weitere Bilder              | Wohn- und Geschäftshaus                                          | Volmarstein Hauptstraße 2 Karte | dreigeschossiges Jugendstilhaus mit seitlichen Eckerkern, ehemals mit Gaststätte und Bäckerei | 1902                             | 13. Februar 1985   | 53              |
| Wohngebäude                 | Wohngebäude                                                      | Volmarstein Hauptstraße 4 Karte | |                                  | 13. Februar 1985   | 54              |
| Wohngebäude                 | Wohngebäude                                                      | Volmarstein Hauptstraße 6 Karte | |                                  | 8. Februar 1985    | 55              |
| Fachwerkhaus                | Fachwerkhaus                                                     | Volmarstein Hauptstraße 7 Karte | |                                  | 20. Dezember 1984  | 56              |
| Wohngebäude                 | Wohngebäude                                                      | Volmarstein Hauptstraße 8 Karte | Haus mit Jugendstilelementen, genannt „Im Neiling“ | 1903                             | 8. Februar 1985    | 57              |
| Fachwerkhaus                | Fachwerkhaus                                                     | Volmarstein Hauptstraße 9 Karte | „Dorfbäckerei“ | ab 1861                          | 20. Dezember 1984  | 58              |
| Fachwerkhaus                | Fachwerkhaus                                                     | Volmarstein Hauptstraße 15 Karte | vermutlich ältestes erhaltenes Wohnhaus Volmarsteins, genannt „Auf dem Stuken“ | vor 1618                         | 7. Februar 1985    | 59              |
| weitere Bilder              | Fachwerkhaus                                                     | Volmarstein Hauptstraße 17 Karte | genannt „Haus Schmermund“ |                                  | 13. Februar 1985   | 60              |
| weitere Bilder              | Fachwerkhaus                                                     | Volmarstein Hauptstraße 20 Karte | |                                  | 27. Februar 1985   | 61              |
| weitere Bilder              | Fachwerkhaus                                                     | Volmarstein Hauptstraße 22 Karte | |                                  | 27. Februar 1985   | 62              |
| Fachwerkhaus                | Fachwerkhaus                                                     | Volmarstein Hauptstraße 28 Karte | genannt „Im Sonntag“ | vor 1860                         | 27. Februar 1985   | 63              |
| weitere Bilder              | evangelische Kirche (Dorfkirche Volmarstein)                     | Volmarstein Hauptstraße 36 Karte | Dorfkirche aus Ruhrsandstein, Mittelschiff aus dem 12. Jahrhundert | 12. Jh.                          | 13. Februar 1985   | 64              |
| weitere Bilder              | Fachwerkhaus                                                     | Volmarstein Hauptstraße 39 Karte | genannt „Nettmanns Hof“ | 1755                             | 13. Februar 1985   | 65              |
| weitere Bilder              | Fachwerkhaus                                                     | Volmarstein Hauptstraße 42 Karte | früher „Im Rauendahl“ genannt |                                  | 20. Dezember 1984  | 66              |
| weitere Bilder              | Fachwerkhaus                                                     | Volmarstein Hauptstraße 46 Karte | Fachwerkgebäude mit Bruchsteinsockel, genannt „Putschhaus“ | 17.–18. Jh.                      | 13. Februar 1985   | 67              |
| weitere Bilder              | Fachwerkhaus                                                     | Volmarstein Hauptstraße 48 Karte | | 1938                             | 13. Februar 1985   | 68              |
| weitere Bilder              | Fachwerkhaus                                                     | Volmarstein Hauptstraße 50 Karte | erstmals 1626 urkundlich erwähnt, genannt „Pütterkuhle“ |                                  | 13. Februar 1985   | 69              |
| weitere Bilder              | Fachwerkhaus                                                     | Volmarstein Hauptstraße 53 Karte | |                                  | 13. Februar 1985   | 70              |
| weitere Bilder              | Fachwerkhaus                                                     | Volmarstein Hauptstraße 55 Karte | |                                  | 14. Dezember 1984  | 71              |
| weitere Bilder              | Wohngebäude                                                      | Volmarstein Hauptstraße 71 Karte | |                                  | 20. Dezember 1984  | 72              |
| weitere Bilder              | ehemaliges Rittergut Haus Hove                                   | Volmarstein (Oberwengern) Haus Hove 7a, 9, 13–17 Karte                                                                                                   | ehemaliger Adelssitz, Neubau des repräsentativen Herrenhauses 1921, Komplex heute zu Wohn- und gewerblichen Zwecken genutzt | um 1300 (Grundmauern) und später | 24. April 1992     | 73              |
| Wohngebäude                 | Wohngebäude                                                      | Volmarstein Von-der-Recke-Straße 11 Karte | |                                  | 15. Februar 1985   | 74              |
| Fachwerkhaus                | Fachwerkhaus                                                     | Wengern Amselweg 6 Karte | auch „Haus Dönnhof“ oder „Haus Lind“ genannt | ab 1841                          | 18. Februar 1985   | 75              |
| weitere Bilder              | Fachwerkhaus                                                     | Wengern Auf der Klippe 2 Karte | |                                  | 14. Dezember 1984  | 76              |
| weitere Bilder              | Fachwerkhaus                                                     | Wengern Auf der Klippe 3 Karte | |                                  | 14. Dezember 1984  | 77              |
| weitere Bilder              | Fachwerkhaus                                                     | Wengern Auf der Klippe 4 Karte | teilweise schieferverkleidetes Wohngebäude |                                  | 14. Dezember 1984  | 78              |
| weitere Bilder              | Fachwerkhaus                                                     | Wengern Auf der Klippe 5 Karte | teilweise schieferverkleidetes Wohngebäude |                                  | 14. Dezember 1984  | 79              |
| weitere Bilder              | „Mühlchen“ (Henriette-Davidis-Museum)                            | Wengern Elbscheweg 1 Karte | zweigeschossiges Fachwerkhaus mit Bruchsteinsockel, ehemals als kleine Mühle am Elbschebach genutzt, später Wohnhaus, heute Museum | 1801                             | 18. Februar 1985   | 80              |
| weitere Bilder              | Wohngebäude                                                      | Wengern Henriette-Davidis-Weg 8 Karte | manchmal als Geburtshaus von Henriette Davidis bezeichnet (Das tatsächliche Geburtshaus lag nahebei, wurde 1776 errichtet und 1911 beim Bau der Elbschetalbahn zerstört.) | vor 1801                         | 18. Februar 1985   | 81              |
| weitere Bilder              | Fachwerkhaus (Leimkasten)                                        | Wengern Kirchstraße 6 Karte | Gebäude mit Bruchstein-Sockelgeschoss und zweieinhalb Fachwerkgeschossen, über der Elbsche errichtet, bereits seit 1954 unter Denkmalschutz (Amt Volmarstein), heute als Gaststätte genutzt | 1621 (Inschrift) oder ca. 1541   | 20. Dezember 1984  | 82              |
| weitere Bilder              | evangelische Kirche (Dorfkirche Wengern)                         | Wengern Kirchstraße 8 Karte | Kirchengebäude aus Ruhrsandstein, Kirche 1246 erstmals urkundlich erwähnt |                                  | 18. Februar 1985   | 83              |
| weitere Bilder              | Wohn- und Geschäftshaus                                          | Wengern Kirchstraße 11 Karte | ursprünglich errichtet als Scheune des nicht mehr existenten Schluck’schen Hofs, später umgebaut, bis heute „Diepschlags Scheune“ oder selbst „Schlucks Hof“ genannt (übergegangene, ahistorische Bezeichnung) | 1599                             | 20. Dezember 1984  | 84              |
| Fachwerkhaus                | Fachwerkhaus                                                     | Wengern Mühlenweg 2 Karte | teilweise schieferverkleidetes Wohngebäude |                                  | 18. Februar 1985   | 85              |
| weitere Bilder              | Bauernhof                                                        | Wengern Oberwengerner Straße 71 Karte | genannt „Eilper Hof“ |                                  | 14. Dezember 1984  | 86              |
| weitere Bilder              | Fachwerkhaus                                                     | Wengern Trienendorfer Straße 8 Karte | teilweise schieferverkleidetes Gebäude, seit 1964 als Hotel und Restaurant „Henriette Davidis“ genutzt | 1721                             | 24. April 1985     | 87              |
| weitere Bilder              | Seilhängebrücke (Seilhängebrücke Wetter)                         | Alt-Wetter Am Kaltenborn 3 Karte | Brücke des Gemeinschaftswasserwerks Volmarstein über die Ruhr, älteste noch bestehende Hängebrücke im mittleren Ruhrtal | 1893                             | 21. Oktober 1985   | 88              |
| weitere Bilder              | Bahnhof (Bahnhof Wetter (Ruhr))                                  | Alt-Wetter Bahnhofstraße 17, 19 Karte | Bahnhofsgebäude aus Ruhrsandstein im historistischen Stil, seit 2007 Nutzung durch Stadtbücherei und Gastronomie | 1905                             | 5. September 1988  | 89              |
| Wohngebäude                 | Wohngebäude                                                      | Alt-Wetter Heinrich-Kamp-Straße 3 Karte | Teil einer Gruppe dunkel verkleideter Fachwerkhäuser, die vermutlich in den 1870er Jahren errichtet wurden |                                  | 21. Oktober 1985   | 90              |
| Wohngebäude                 | Wohngebäude                                                      | Alt-Wetter Heinrich-Kamp-Straße 5 Karte | Teil einer Gruppe dunkel verkleideter Fachwerkhäuser, die vermutlich in den 1870er Jahren errichtet wurden |                                  | 21. Oktober 1985   | 91              |
| Wohngebäude                 | Wohngebäude                                                      | Alt-Wetter Heinrich-Kamp-Straße 7 Karte | Teil einer Gruppe dunkel verkleideter Fachwerkhäuser, die vermutlich in den 1870er Jahren errichtet wurden |                                  | 21. Oktober 1985   | 92              |
| Wohngebäude                 | Wohngebäude                                                      | Alt-Wetter Heinrich-Kamp-Straße 9 Karte | Teil einer Gruppe dunkel verkleideter Fachwerkhäuser, die vermutlich in den 1870er Jahren errichtet wurden |                                  | 21. Oktober 1985   | 93              |
| Wohngebäude                 | Wohngebäude                                                      | Alt-Wetter Heinrich-Kamp-Straße 11 Karte | Teil einer Gruppe dunkel verkleideter Fachwerkhäuser, die vermutlich in den 1870er Jahren errichtet wurden |                                  | 21. Oktober 1985   | 94              |
| Wohngebäude                 | Wohngebäude                                                      | Alt-Wetter Heinrich-Kamp-Straße 13 Karte | Teil einer Gruppe dunkel verkleideter Fachwerkhäuser, die vermutlich in den 1870er Jahren errichtet wurden |                                  | 21. Oktober 1985   | 95              |
| weitere Bilder              | Fassade                                                          | Alt-Wetter Kaiserstraße 16 Karte | |                                  | 21. Oktober 1985   | 96              |
| BW                          | Werkhalle                                                        | Alt-Wetter Kaiserstraße 16 Karte | |                                  | 21. Oktober 1985   | 97              |
| BW                          | Werkhalle                                                        | Alt-Wetter Kaiserstraße 18 Karte | |                                  | 21. Oktober 1985   | 98              |
| weitere Bilder              | Fassade                                                          | Alt-Wetter Kaiserstraße 18 Karte | |                                  | 21. Oktober 1985   | 99              |
| Wohngebäude                 | Wohngebäude                                                      | Alt-Wetter Kaiserstraße 22 Karte | |                                  | 21. Oktober 1985   | 100             |
| Stollenmundloch             | Stollenmundloch                                                  | Alt-Wetter Kaiserstraße in Richtung Herdecke Karte | Stollenmundloch der ehemaligen Zeche Vereinigte Eulalia am Nordufer des Harkortsees | 19. Jh.                          | 21. Oktober 1985   | 101             |
| weitere Bilder              | Siedlung „Stuckenholzhöhe“                                       | Alt-Wetter Bergstraße, Blankstraße, Bredtstraße, Trappenstraße, Stuckenholzstraße Karte                                                                  | |                                  | 7. April 1995      | 102             |
| weitere Bilder              | Bahnhof                                                          | Volmarstein Hagener Straße 171 Karte | Gebäude des ehemaligen Bahnhofs Volmarstein an der Ruhrtalbahn, Fachwerkgebäude auf Sandsteinsockel mit Schieferdach, heute durch einen Gewerbebetrieb genutzt | 1908                             | 13. Dezember 1989  | 103             |
| weitere Bilder              | Wohn- und Geschäftshaus                                          | Volmarstein (Schmandbruch) Vogelsanger Straße 42, 44, 50 Karte                                                                                           | ehem. Villa Peyinghaus (Hausnr. 42), Nebengebäude („Teehaus“, Nr. 44) und Verwaltungsgebäude („Kontor“, Nr. 50) der Fa. Peyinghaus, später Knorr-Bremse | 1920–1924 (Nr. 42 u. 50)         | 30. Januar 1986    | 104             |
| weitere Bilder              | Giebelfassade                                                    | Volmarstein Vogelsanger Straße 50 Karte | ehem. Verwaltungsgebäude („Kontor“) Peyinghaus bzw. Knorr-Bremse | 1920–1924                        | 30. Januar 1986    | 105             |
| Wohngebäude                 | Wohngebäude                                                      | Volmarstein Vogelsanger Straße 52 Karte | Backsteinbau, ehem. Fabrikgebäude der Fa. Peyinghaus, später Laborgebäude Knorr-Bremse | ca. 1920er                       | 30. Januar 1986    | 106             |
| Wasserturm (Wasserturm Loh) | Wasserturm (Wasserturm Loh)                                      | Volmarstein Von-der-Recke-Straße 86 Karte | vom Barmer Wasserwerk errichteter Wasserturm (Druckturm) mit achteckigem Grundriss, 1984 restauriert, bis heute in Betrieb (AVU) | 1900                             | 21. Oktober 1985   | 107             |
| Transformatorenhaus         | Transformatorenhaus                                              | Esborn (Albringhausen) Albringhauser Straße 151 Karte | Transformatorenstation der Elektrizitätswerke Mark, turmartiges Bruchsteingebäude mit 4,5 m² Grundfläche, 11 m Höhe und glockenförmig gestuftem Dach, heute 10-kV-Station „Albringhausen“ der AVU | 1920er                           | 21. Oktober 1985   | 108             |
| weitere Bilder              | Maschinenhaus                                                    | Esborn Am Hülsey 15 a Karte | Maschinenhaus des 1822 abgeteuften Förderschachtes „Friederika“ der ehemaligen Zeche Trappe | 1829                             | 21. Oktober 1985   | 109             |
| Transformatorenhaus         | Transformatorenhaus                                              | Esborn Esborner Straße 46 Karte | Transformatorenstation der Elektrizitätswerke Mark, turmartiges Bruchsteingebäude mit quadratischem Grundriss, heute 10-kV-Station „Esborn“ der AVU | 1922                             | 21. Oktober 1985   | 110             |
| weitere Bilder              | Eisenbahnviadukt (Elbschetalviadukt)                             | Wengern Trienendorfer Straße 30 Karte | fünfbogige Brücke der Bahnstrecke Witten–Schwelm übers Elbschetal, Bauwerk aus Ruhrsandstein, Schienen 1984 demontiert | ca. 1911–1934                    | 14. März 1990      | 111             |
| weitere Bilder              | Bauernhof                                                        | Wengern Trienendorfer Straße 123 Karte | Fachwerkkotten, früher „Hessenbruch-Haus“ genannt | ca. 1865                         | 21. Oktober 1985   | 112             |
| weitere Bilder              | Stollenmundloch (Schlebuscher Erbstollen)                        | Wengern Schlebuscher Erbstollen Wanderweg am Stollenbach (Zugang über Oberwengerner Straße) Limbecker Weg (kein offizieller Zugang, Privatgelände) Karte | Gezähekammer und Fahrschachtzugang (s. Bild) des Schlebuscher Erbstollens mit aufwändiger Sandsteineinfassung; das eigentliche Stollenmundloch befindet sich über 100 m entfernt im Stollenbach (beim Denkmalschutz sind vermutlich beide Örtlichkeiten zusammen gemeint)                                                      | 1765 bzw. 18.–19. Jh.            | 13. Juni 1986      | 113             |
| weitere Bilder              | Speisehaus                                                       | Volmarstein (Grundschöttel) Grundschötteler Straße 21 Karte                                                                                              | gegründet als Heim für Wanderarbeiter, später Erholungsheim für Bergleute (Knappschaft), seit 1988 genutzt durchs Rechenzentrum Volmarstein der ESV | um 1900                          | 13. Juni 1986      | 114             |
| weitere Bilder              | Wohn- und Geschäftshaus                                          | Alt-Wetter Königstraße 78 Karte | |                                  | 13. Juni 1986      | 115             |
| Wohn- und Geschäftshaus     | Wohn- und Geschäftshaus                                          | Alt-Wetter Poststraße 1 Karte | |                                  | 13. Juni 1986      | 116             |
| weitere Bilder              | Turbinenhaus (Kraftwerk Harkort)                                 | Alt-Wetter Schöntaler Straße 66 Karte | Turbinenhaus aus Ruhrsandstein, weitgehend nach Entwurf des Architekten Bruno Taut gebaut | 1908                             | 16. Juni 1986      | 117             |
| weitere Bilder              | Turnhallengebäude                                                | Alt-Wetter Theodor-Heuss-Straße 1 Karte | ornamentreiche Backsteinfassade, Krüppelwalmdach, weitgehend erhaltene Innenausstattung; Ursprünglich als Festhalle erbaut, wurde der Bau bis Anfang 2013 als Turnhalle genutzt. 2013 wurden umfangreiche Innenumbaumaßnahmen durchgeführt, das Gebäude wurde am 24. Februar 2014 als Kreisarchiv des EN-Kreises neu eröffnet. | 1907                             | 13. Dezember 1986  | 118             |
| weitere Bilder              | Ledigenwohnheim                                                  | Volmarstein (Schmandbruch) An der Flötpfeife 2 Genossenschaftsweg 33–37 Karte                                                                            | |                                  | 14. Januar 1987    | 119             |
| Wohn- und Geschäftshaus     | Wohn- und Geschäftshaus                                          | Wengern Oberwengerner Straße 65 Karte | Wohn- und Geschäftshaus am „Eilper Hof“ | 1874                             | 23. Januar 1986    | 120             |
| Wohnhaus                    | Wohnhaus                                                         | Alt-Wetter Hochstraße 21 Karte | |                                  | 19. Juli 1988      | 121             |
| weitere Bilder              | Fachwerkhaus                                                     | Volmarstein (Grundschöttel) Am Hasenkamp 1,2 Karte | |                                  | 21. Juli 1988      | 122             |
| Fachwerkhaus                | Fachwerkhaus                                                     | Volmarstein Bachstraße 9 Karte | | 1813                             | 19. Juli 1988      | 123             |
| Fachwerkhaus                | Fachwerkhaus                                                     | Volmarstein Hauptstraße 40 Karte | |                                  | 19. Juli 1988      | 124             |
| Fachwerkhaus                | Fachwerkhaus                                                     | Volmarstein Hegestraße 12 Karte | altes Wohngebäude, BURG-Stammhaus, seit 2006 vom Heimatverein Wetter als Heimatstube genutzt | um 1806                          | 19. Juli 1988      | 125             |
| weitere Bilder              | Fachwerkhaus                                                     | Esborn Am Hülsey 17 Karte | |                                  | 19. Juli 1988      | 126             |
| weitere Bilder              | Fachwerkhaus                                                     | Volmarstein Bachstraße 7 Karte | |                                  | 13. Dezember 1988  | 127             |
| weitere Bilder              | Hofanlage                                                        | Volmarstein Heilkenstraße 1, 3 Karte | |                                  | 19. Juli 1988      | 128             |
| Wohnhaus                    | Wohnhaus                                                         | Alt-Wetter Kaiserstraße 126 Karte | |                                  | 22. August 1989    | 129             |
| Fachwerkhaus                | Fachwerkhaus                                                     | Alt-Wetter Bruchstraße 2 Karte | |                                  | 29. Mai 1990       | 131             |
| weitere Bilder              | Fachwerkhaus                                                     | Volmarstein (Grundschöttel) Hover Weg 20 Karte | ehemaliges Kötterhaus, „Hedtrodt“ genannt |                                  | 29. Mai 1990       | 132             |
| weitere Bilder              | Hofanlage                                                        | Wengern Stetroter Weg 33, 35 Karte | |                                  | 17. Mai 1990       | 133             |
| weitere Bilder              | Hofanlage                                                        | Esborn (Sackern) Albringhauser Straße 20–26 Karte | mehrere Gebäude eines landwirtschaftlichen Betriebs (Hof Sackern) |                                  | 29. Mai 1990       | 134             |
| Wohnhaus                    | Wohnhaus                                                         | Alt-Wetter Königstraße 96 Karte | |                                  | 29. Juni 1990      | 135             |
| Wohnhaus                    | Wohnhaus                                                         | Volmarstein Bachstraße 37 Karte | Unternehmervilla des Metallwarenfabrikanten Carl Friedrich Schroeder | vor 1875                         | 25. September 1991 | 136             |
| weitere Bilder              | Wohnhaus                                                         | Wengern Schmiedestraße 30 Karte | |                                  | 26. September 1991 | 137             |
| weitere Bilder              | Fachwerkhaus                                                     | Wengern Schmiedestraße 34 Karte | |                                  | 26. September 1991 | 138             |
| Wohnhaus                    | Wohnhaus                                                         | Alt-Wetter Bergstraße 25 Karte | |                                  | 7. April 1995      | 139             |
| Kindergarten                | Kindergarten                                                     | Alt-Wetter Bismarckstraße 5 Karte | zweigeschossiger Massivbau im Reformstil, von der Familie Harkort finanziert und ursprünglich als Kindergarten „Harkorthaus“ genutzt | 1905                             | 7. April 1995      | 140             |
| Wohngebäude                 | Wohngebäude                                                      | Alt-Wetter Bismarckstraße 15 Karte | |                                  | 7. April 1995      | 141             |
| Wohnhaus                    | Wohnhaus                                                         | Alt-Wetter Kaiserstraße 161 Karte | |                                  | 6. April 1995      | 142             |
| BW                          | Grabmal                                                          | Alt-Wetter Bornstraße Karte | Grabmal auf dem Alten Friedhof (Park); mehrere Grabmäler vorhanden, zwei davon Baudenkmäler (unklar, welches davon Nr. 143 ist) |                                  | 20. Oktober 1995   | 143             |
| BW                          | Grabmal                                                          | Alt-Wetter Bornstraße Karte | Grabmal auf dem Alten Friedhof (Park); mehrere Grabmäler vorhanden, zwei davon Baudenkmäler (unklar, welches davon Nr. 144 ist) |                                  | 20. Oktober 1995   | 144             |
| weitere Bilder              | Wohnhaus                                                         | Alt-Wetter Im Kirchspiel 8–14 Karte | winkelförmiger zwei- bzw. viergeschossiger Bruchsteinbau, errichtet zur Zeit der frühen Industrialisierung mit den Mechanischen Werkstätten Harkort & Co. / Kamp & Co., 1924/1925 zur Beamtenwohnanlage umgebaut | Mitte 19. Jh.                    | 20. Oktober 1995   | 145             |
| Wohnhaus                    | Wohnhaus                                                         | Alt-Wetter Kaiserstraße 30 Karte | |                                  | 20. Oktober 1995   | 146             |
| weitere Bilder              | Wohnhaus                                                         | Alt-Wetter Kaiserstraße 40–42 Karte | |                                  | 20. Februar 1997   | 147             |
| Fachwerkhaus                | Fachwerkhaus                                                     | Alt-Wetter Kaiserstraße 167 Karte | teilweise mit Schiefer verkleidet |                                  | 20. Oktober 1995   | 148             |
| Wohnhaus                    | Wohnhaus                                                         | Alt-Wetter Kaiserstraße 181 Karte | |                                  | 20. Oktober 1995   | 149             |
| Kindergarten                | Kindergarten                                                     | Alt-Wetter Karlstraße 3 Karte | |                                  | 20. Oktober 1995   | 150             |
| Wohn- und Geschäftshaus     | Wohn- und Geschäftshaus                                          | Alt-Wetter Königstraße 10 Karte | |                                  | 20. Oktober 1995   | 151             |
| Kriegerehrenmal             | Kriegerehrenmal                                                  | Alt-Wetter Wilhelmstraße / Königstraße Karte | runde Sandsteinsäule auf kubischem Sockel mit mehreren, zum Teil nach Errichtung ergänzten Inschriften zum Gedenken an unterschiedliche Ereignisse und Personen; Sockel 1819 von der Gemeinde Wetter gestiftet | ab 1819                          | 20. Oktober 1995   | 152             |
| Wohnhaus                    | Wohnhaus                                                         | Alt-Wetter Wolfgang-Reuter-Straße 1 Karte | zweigeschossiges Eckgebäude, ehemals als Gaststätte genutzt |                                  | 20. Oktober 1995   | 153             |
| Sparkassengebäude           | Sparkassengebäude                                                | Alt-Wetter Kaiserstraße 78 Karte | errichtet für die Filiale des Westdeutschen Bankvereins (später Essener Credit-Anstalt, später Deutsche Bank AG) nach Plänen des Kölner Architekten Carl Moritz, heute Hauptstelle der Sparkasse, 1981–1983 erweitert | 1907 o. 1910                     | 20. Februar 1997   | 156             |
| Wohngebäude                 | Wohngebäude                                                      | Alt-Wetter Karlstraße 9 Karte | |                                  | 20. Februar 1997   | 157             |
| Ehrenmal                    | Ehrenmal                                                         | Alt-Wetter Strandweg / Fußweg zum See Karte | Denkmal zur Aufstauung und Benennung des Harkortsees, erinnert an Friedrich Harkort | 1931                             | 20. Februar 1997   | 158             |
| Gemeindehaus                | Gemeindehaus                                                     | Alt-Wetter Theodor-Heuss-Straße 13 Karte | ehemaliges evangelisches Gemeindehaus |                                  | 20. Februar 1997   | 159             |
| weitere Bilder              | Wohnhaus                                                         | Alt-Wetter Wilhelmstraße 23 Karte | | 1899                             | 20. Februar 1997   | 160             |
| weitere Bilder              | Johanna-Helenen-Heim/Haus                                        | Volmarstein Hartmannstraße 1 Karte | Gebäude mit Heimatstilelementen, Gründungshaus der ESV, Oberlinschule | 1904                             | 7. April 1999      | 161             |
| Postgebäude                 | Postgebäude                                                      | Alt-Wetter Königstraße 69 Karte | errichtet als Kaiserliches Postamt, Nutzung durch die Post bis Anfang des 21. Jhs., seit 2005 als Wohn- und Geschäftshaus in Privatbesitz | 1907                             | 7. April 1999      | 162             |
| weitere Bilder              | Wohngebäude                                                      | Wengern Osterfeldstraße 16 Karte | Villa im Tudorstil, ehemals Sitz der Amtsverwaltung Wengern | 1855                             | 7. April 1999      | 163             |
| Wohngebäude                 | Wohngebäude                                                      | Alt-Wetter Schöntaler Straße 2 Karte | Haus im Stil der Neugotik, genannt „Villa Schuchardt“, ursprünglich 1860 an der Ruhr gebaut, dann transloziert, nach 1945 durch die REME, später durch die Stadt genutzt, heute Gemeindezentrum der Freien ev. Gemeinde | 1891                             | 7. April 1999      | 164             |
| Gemeindehaus                | Gemeindehaus                                                     | Alt-Wetter Am Kirchberg 8 Karte | |                                  | 30. April 2001     | 165             |
| weitere Bilder              | Bauernhof                                                        | Volmarstein Von-der-Recke-Straße 75 Karte | |                                  | 26. Oktober 2001   | 166             |
| weitere Bilder              | Bauernhof                                                        | Esborn (Albringhausen) Am Ibing 1 Karte | Fachwerk-Längsdielenhaus und Nebengebäude, Hofstelle bereits im Mittelalter genutzt, Vollerwerbslandwirtschaft in den 1980er Jahren aufgegeben, heute vor allem Wohnnutzung und seit 2002 Aufbau eines GEH-„Archehofs“ |                                  | 18. Juni 2002      | 167             |
| weitere Bilder              | Wohnhaus                                                         | Volmarstein (Grundschöttel) Am Loh 9 Karte | als Wohnhaus in Ruhrsandstein-Mauerwerk von einem örtlichen Steinbruchbesitzer errichtet | ca. 1870/80–1907                 | 18. Juni 2002      | 168             |
| weitere Bilder              | Geschäftshaus                                                    | Alt-Wetter Kaiserstraße 50–52 Karte | |                                  | 20. November 2003  | 169             |
| Fachwerkhaus                | Fachwerkhaus                                                     | Volmarstein (Grundschöttel) Schlebuscher Straße 165 Karte                                                                                                | ehemaliges Wohnhaus für Bergleute mit landwirtschaftlichem Nebenerwerb, genannt „Lasterkotten“ (Lasttier-Kotten) | 19. Jh.                          | 29. März 2007      | 170             |
| Kapelle (Baptisten)         | Kapelle (Baptisten)                                              | Volmarstein (Grundschöttel) Grundschötteler Straße 48 Karte                                                                                              | „Alte Kapelle“ der ev.-freikirchlichen Gemeinde Wetter-Grundschöttel (Baptisten), Sandsteinbau | 1902–1903                        | 19. Juli 1988      | 171             |
| weitere Bilder              | Trassen-Teilstück der ehemaligen Schlebusch-Harkorter Kohlenbahn | Volmarstein (Grundschöttel) Am Grünewald Karte | etwa 250 m langer Trassenabschnitt im Wald, teils grabenartig ins Gelände eingetieft, teils als Damm ausgebildet, Gleisoberbau nach Streckenstilllegung in den 1960er Jahren entfernt | um 1829                          | 9. August 2010     | 172             |
| weitere Bilder              | Fachwerkwohnhaus (ohne Nebengebäude)                             | Wengern Elbscheweg 24 (früher: Wittener Straße 15) Karte                                                                                                 | teilverschiefertes fünfachsiges Fachwerkhaus mit Steilgiebeldach | 2. Hälfte 19. Jh.                | 2013               | 173             |
| Massivhaus                  | Massivhaus                                                       | Volmarstein Arndtstraße 3 Karte | vollunterkellerter zweieinhalbgeschossiger Massivbau | Anfang 20. Jh.                   | 2014               | 174             |

## Ehemalige Baudenkmäler
| Bild                      | Bezeichnung               | Lage                                                         | Beschreibung                                           | Bauzeit | Eingetragen seit                     | Denkmal- nummer |
| ------------------------- | ------------------------- | ------------------------------------------------------------ | ------------------------------------------------------ | ------- | ------------------------------------ | --------------- |
| Fachwerkhaus              | Fachwerkhaus              | Alt-Wetter Königstraße 79 Karte                              |                                                        |         | 22. August 1989 gelöscht 17.07.2000  | 130             |
| Fachwerkhaus Bild gesucht | Fachwerkhaus Bild gesucht | Volmarstein (Grundschöttel) Grundschötteler Straße 100 Karte | Gebäude existiert nicht mehr                           |         | 20. Februar 1997 gelöscht 12.10.2000 | 154             |
| Wohnhaus Bild gesucht     | Wohnhaus Bild gesucht     | Alt-Wetter Kaiserstraße 62 Karte                             | Gebäude wegen Neubau eines Einkaufszentrums abgerissen |         | 20. Februar 1997 gelöscht 23.05.2007 | 155             |